# Cyamophila prohaskai
Cyamophila prohaskai är en insektsart som först beskrevs av Hermann Priesner 1927.  Cyamophila prohaskai ingår i släktet Cyamophila och familjen rundbladloppor. Inga underarter finns listade i Catalogue of Life.